# Mistrzostwa Świata w Narciarstwie Alpejskim 1936 – kombinacja kobiet
Kombinacja kobiet na 6. Mistrzostwach Świata w Narciarstwie Alpejskim została rozegrana w dniach 21 - 22 lutego 1936 roku. Tytułu sprzed roku nie obroniła reprezentująca III Rzeszę Christl Cranz, która tym razem nie startowała (reprezentacja III Rzeszy odmówiła startu w zawodach). Nową mistrzynią świata została Evelyn Pinching z Wielkiej Brytanii, drugie miejsce zajęła Elvira Osirnig ze Szwajcarii, a brązowy medal zdobyła Austriaczka Gerda Paumgarten.
Kombinację ukończyły 24. zawodniczki. Żeby zostać sklasyfikowaną zawodniczka musiała ukończyć dwie pozostałe konkurencje: zjazd i slalom. 

## Wyniki
| Pozycja | Zawodniczka            | Państwo           | Zjazd | Slalom | Wynik |
| ------- | ---------------------- | ----------------- | ----- | ------ | ----- |
| 01 !    | Evelyn Pinching        | Wielka Brytania   | 285,0 | 180,6  | 465,6 |
| 02 !    | Elvira Osirnig         | Szwajcaria        | 295,0 | 187,6  | 482,6 |
| 03 !    | Gerda Paumgarten       | Austria           | 306,8 | 178,2  | 485,0 |
| 4       | Nini von Arx-Zogg      | Szwajcaria        | 295,8 | 199,6  | 495,4 |
| 5       | Erna Steuri            | Szwajcaria        | 325,2 | 194,1  | 519,3 |
| 6       | Clara Frida            | Włochy            | 306,6 | 222,9  | 529,5 |
| 7       | Jeanette Kessler       | Wielka Brytania   | 329,6 | 200,5  | 530,1 |
| 8       | Marcelle Bühler        | Szwajcaria        | 334,6 | 200,7  | 535,3 |
| 9       | Herta Rosmini          | Austria           | 335,2 | 201,4  | 536,6 |
| 10      | Elizabeth Woolsey      | Stany Zjednoczone | 331,4 | 219,2  | 550,6 |
| 11      | Grete Weikert          | Austria           | 371,0 | 182,8  | 553,8 |
| 12      | Loulou Boulaz          | Szwajcaria        | 338,6 | 228,0  | 567,5 |
| 13      | Emmy Ripper            | Austria           | 366,2 | 212,6  | 578,8 |
| 14      | Elli Stiller           | Austria           | 385,0 | 197,7  | 582,7 |
| 15      | Rösli Streiff          | Szwajcaria        | 374,8 | 216,7  | 591,5 |
| 16      | Helen Blane            | Wielka Brytania   | 385,2 | 209,6  | 594,8 |
| 17      | Clarita Heath          | Stany Zjednoczone | 355,6 | 242,5  | 598,1 |
| 18      | Helen Palmer-Tomkinson | Wielka Brytania   | 366,8 | 240,5  | 607,3 |
| 19      | Joan Davies            | Wielka Brytania   | 416,0 | 229,1  | 645,1 |
| 20      | Grace Ellen Carter     | Stany Zjednoczone | 421,0 | 228,5  | 649,5 |
| 21      | Helen Boughton-Leigh   | Stany Zjednoczone | 433,4 | 239,7  | 673,1 |
| 22      | Edwina Chamier         | Kanada            | 430,6 | 274,0  | 704,6 |
| 23      | Beryl Walter           | Wielka Brytania   | 467,6 | 237,5  | 705,1 |
| 24      | Hannah Locke           | Stany Zjednoczone | 489,8 | 237,0  | 726,8 |